# Giochi mondiali femminili
I Giochi mondiali femminili (Women's World Games) erano una manifestazione internazionale femminile organizzata da Alice Milliat in risposta alla perdurante esclusione delle donne ai Giochi olimpici, che ebbe la sua prima edizione con la denominazione "Giochi olimpici femminili" a Parigi nel 1922.

## Storia
Le prime olimpiadi dell'era moderna si svolsero nel 1896 ad Atene, in onore al Paese che li aveva creati. Pierre de Coubertin si oppose alla presenza delle donne, in quanto questo avrebbe rotto il legame con le olimpiadi originali. Inoltre il barone, come molte persone della sua epoca, si rifaceva al ruolo classico della donna e temeva che la pratica sportiva influisse sul llivello di fertilità femminile. Il mondo stava lentamente cambiando e nel 1900 durante l'Esposizione di Parigi vennero organizzate delle competizioni femminili di golf e di tennis.
In Francia le prime società di ginnastica femminile apparirono nella seconda metà del 1800. Nel 1912 nacque la prima federazione nazionale sportiva dedicata alle donne la Fédération féminine française de gymnastique et d'éducation physique. Le atlete francesi si raggrupparono in associazioni che ebbero un grande impatto nello sviluppo dello sport francese come Femina Sports e En Avant. 
Nel 1917 nacque la Fédération des sociétés féminines sportives de France, su iniziativa di Raoul Baudet, Marie Surcouf e Alice Milliat, quest'ultima ne diviene la presidente due anni dopo. Uno dei suoi primi atti ufficiali fu quello di richiedere al comitato olimpico, di organizzare la partecipazione femminile per i giochi del 1920, richiesta che venne negata.
Di conseguenza nel 1921, dal 24 al 31 marzo, Alice Milliat lanciò le prime Olimpiadi femminili a Montecarlo, dove atlete provenienti da Francia, Inghilterra, Italia, Norvegia e Svizzera si affrontarono in varie discipline fra cui corsa, staffetta, ostacoli, salto in alto, salto in lungo, lancio del giavellotto e getto del peso. Ci fu anche una partita di pallacanestro dove l'Inghilterra vinse sul Femina Sports per 8 a 7. Questa manifestazione sportiva, organizzata in uno spazio vicino al Casinò di Monte Carlo che si chiamava Tir aux pigeons, fu rinnovata anche nel 1922, 1923 e 1924. Questo famoso evento sportivo fu considerato come l'antenato dei più noti Giochi olimpici femminili, chiamati poi Giochi mondiali femminili, la cui prima edizione si svolse nel 1922 a Parigi presso lo Stade Pershing. La sostituzione del termine olimpici con mondiale fu dovuta alle vive proteste dello svedese Johannes Sigfrid Edström, uno dei principali organizzatori dei Giochi olimpici di Stoccolma del 1912 e membro del Comitato Olimpico Internazionale nel 1920. Durante i Giochi di Stoccolma ci furono le prime gare femminili di nuoto.
Nel 1924, durante i Giochi della VIII Olimpiade, le donne furono ancora escluse dall'atletica leggera ma vennero comunque ammesse circa 135 atlete che gareggiano in alcune discipline, fra cui :
- il nuoto, con Sybil Bauer, Phyllis Harding e Aileen Riggin per i 100 metri dorso; Ethel Lackie, Mariechen Wehselau e Gertrude Ederle per i 100 metri stile libero; Lucy Morton, Agnes Geraghty e Gladys Carson per i 200 metri rana; Martha Norelius, Helen Wainwright e Gertrude Ederle per i 400 metri stile libero; squadra americana, squadra britannica e squadra svedese per la staffetta 4x100 metri stile libero.
- i tuffi, con Caroline Smith, Elizabeth Becker-Pinkston e Hjördis Töpel per la piattaforma; Elizabeth Becker-Pinkston, Aileen Riggin e Caroline Fletcher per il trampolino.
- la scherma con un oro di Ellen Osiier, un argento di Gladys Davis, un bronzo di Grete Heckscher per il fioretto;
- il tennis, con Helen Wills Moody, Julie Vlasto e Kitty McKane per il singolare femminile; Hazel Wightman e Helen Wills, Kitty McKane e  Phyllis Covell, Dorothy Shepherd-Barron e Evelyn Colyer per il doppio femminile; Hazel Wightman e Dick Williams, Marion Jessup e Vinnie Richards, Kea Bouman e Hendrik Timmer per il doppio misto.[9]

Nel 1924 le gare di atletica leggera si svolsero ancora una volta nel quadro delle olimpiadi femminili che non si tennero più a Montecarlo, come gli anni precedenti ma a Londra dove parteciparono circa 25.000 spettatori. Quella fu l'ultima manifestazione dei Giochi mondiali femminili, a partire dal 1928 le donne furono ufficialmente ammesse alle gare di atletica leggera e parteciparono ai Giochi di Amsterdam.

## Edizioni
|     | Anno | Città    | Nazione        | Classifica a squadre                            |
| --- | ---- | -------- | -------------- | ----------------------------------------------- |
| I   | 1922 | Parigi   | Francia        | Gran Bretagna - 50, USA - 31, Francia - 29      |
| II  | 1926 | Göteborg | Svezia         | Gran Bretagna - 50, Francia - 22, Svezia - 20   |
| III | 1930 | Praga    | Cecoslovacchia | Germania - 57, Polonia - 26, Gran Bretagna - 19 |
| IV  | 1934 | Londra   | Regno Unito    | Germania - 95, Polonia - 33, Gran Bretagna - 31 |